# Der schräge Otto
Der schräge Otto ist ein deutscher Revuefilm von Géza von Cziffra aus dem Jahr 1956.

## Handlung
Revuechef Alexander Korty werden zahlreiche Affären nachgesagt, von denen die Illustrierten regelmäßig berichten. Er selbst hat es schwer, seine Frau Gertie von seiner Treue zu überzeugen, doch wird er in der Tat ständig von seiner Angestellten Frau Sauerbier überwacht. An Kortys Stelle muss stets sein Presseagent Otto Schräge den Damenbesuch empfangen. Als Kortys neue Sängerin Lilian Amado nach Korty verlangt, um die Lieder der Revue einzustudieren, geht Otto mit seinem Freund Fritz ins Hotel, wo er am Zeitungsstand auf die schöne Topsy Müller trifft. Die hält ihn für Alexander Korty und tanzt ihm vor. Ihr Vater Blasius zeigt sich von den Ambitionen seiner Tochter nicht begeistert und als er sieht, dass Otto Topsy küsst, sind seine schlimmsten Befürchtungen über das Revuestarleben bestätigt. Er wirft Otto hinaus und schreibt an Alexander Korty einen Brief, in dem er ihm seine Tochter in jeglicher Hinsicht versagt.
Frau Sauerbier erhält den Brief und verdächtigt Alexander, trotz ihrer Überwachung eine Affäre mit Topsy zu haben. Der streitet es ab und auch die ins Theater eingeladene Topsy weiß mit dem richtigen Alexander nichts anzufangen. Bei einer Gegenüberstellung, bei der sie den Hochstapler entlarven soll, hat sie Mitleid mit Otto, der bei Aufdeckung des Schwindels entlassen werden würde, und verrät ihn nicht. Sie tanzt anschließend dem richtigen Alexander vor, der sie sofort für seine Revue engagieren will.
Der Vertrag soll aufgesetzt werden, doch weigert sich Blasius zunächst, ihn zu unterschreiben. Erst, als Frau Sauerbier verspricht, nie einen Mann in Topsys Garderobe zu lassen, willigt er in eine Probezeit Topsys ein. Frau Sauerbier postiert Frau Miefke an der Tür zu Topsys Garderobe, doch ist die ständig im Alkoholschlaf, sodass sich Topsy bald von Männern umschwärmt sieht: Sänger Viktor Lani will gerne mit ihr nachts proben und Verleger Alfons Rhoden sie von Alexanders Revue abwerben. Frau Sauerbier entscheidet sich, Otto mit der Überwachung Topsys zu betrauen, dem sie einen Flirt am wenigsten zutraut. Tatsächlich tut er zwar sein bestes, doch hat Topsy ihm seinen Identitätsschummel nicht verziehen und geht nun bewusst mit anderen Männern aus. Da sie unerfahren ist, muss schließlich Otto sie ein ums andere Mal vor Lanis und Alfons’ Zudringlichkeiten retten. Als sie sich einmal zu Alexander geflüchtet hat und sich bei ihm ausweint, taucht prompt Alexanders Frau Gertie auf, die nun die Affäre zwischen beiden bestätigt sieht. Sie will Alexander erst verzeihen, wenn der Hochstapler gefunden ist, der sich als Alexander ausgegeben hat.
Otto und Topsy werden heimlich ein Paar, da sie Blasius’ Zorn fürchten. Der wiederum weigert sich nach all der schlechten Erfahrung mit Topsys Verehrern, den Vertrag zu unterzeichnen. Frau Sauerbier umgarnt ihn und nimmt schließlich sogar seinen Heiratsantrag an. Als beide Topsy die gute Nachricht ihrer Heirat überbringen wollen, erwischen sie Topsy und Otto zusammen in der Garderobe. Auch Alexander und Gertie kommen hinzu und Blasius identifiziert Otto als den Mann, der sich als Alexander ausgegeben hat. Da Otto und Topsy ihre Heiratspläne bekannt geben, ist Blasius zufrieden. Und auch Alexander und Gertie finden wieder zusammen, da sich nun in Otto der wahre „Übeltäter“ für alle Verwicklungen gefunden hat.

## Produktion
Der Film wurde in Berlin und im Atelier gedreht. Die Uraufführung fand am 10. Januar 1957 in der Essener Lichtburg statt. Im Kino der DDR lief der Film unter dem Titel Verwirrungen um Topsi; er wurde hier zum ersten Mal am 5. Juli 1963 gezeigt.
Im Film sind verschiedene Schlager zu hören, die mehrfach und zum Teil von verschiedenen Interpreten gesungen werden:
- Wieder mal mitten ins Herz – gesungen von Germaine Damar, Walter Giller
- Die jungen Leute von heute – gesungen von Nana Gualdi und Eddie Pauly; Paul Hörbiger und Grethe Weiser
- In solcher Nacht, Baby… – gesungen von Gerhard Wendland
- Rose von Tahiti – gesungen von Gerhard Wendland
- Schräger Otto – gesungen von Germaine Damar, Walter Giller u. a.
- Am Kilometerstein 107 – gesungen von Walter Giller und Gunther Philipp

Es singen zudem unter anderem die 3 Peheiros und die Ping-Pongs. Die musikalische Begleitung stammt von RIAS-Tanzorchester unter der Leitung von Michael Jary, von den Spree-City-Stompers sowie von Fritz Schulz-Reichel. Der Jazzpianist Schulz-Reichel verwendete bereits seit den frühen 1950er Jahren den Künstlernamen Der schräge Otto. Neben Germaine Damar tanzen Erwin Bredow, Wolfgang Leissner, Robby Gay und Heinz Holl. Die jungen Leute von heute wird tänzerisch von den Original-Rock-’n’-Roll-Tänzern begleitet.

## Kritik
Das Lexikon des internationalen Films bewertete Der schräge Otto als „klischeehaftes, lässig konstruiertes Revuelustspiel für anspruchslose Freunde flotter deutscher Showunterhaltung im Stil der fünfziger Jahre“. In der Neuauflage des Lexikons 2001 wurde Der schräge Otto als ein „Film mit mäßigem Unterhaltungswert“ bezeichnet.
Cinema befand: „Was damals als lustig galt, ist heute nur alt.“